# Sven Fagerberg
Sven Gustaf Fagerberg, född 17 december 1918 i Nässjö, död 20 januari 2006 i Östra Torn i Lund, var en svensk civilingenjör och författare.

## Biografi
Fagerberg var anställd vid Electrolux åren 1943–1965. Senare var han skribent i bland annat Dagens Nyheter och Svenska Dagbladet.
Fagerberg debuterade 1957 med romanen  Höknatt, en bok som var inspirerad av James Joyces språkexperiment. I den följande romanen Kostymbalen (1961) och Det vitmålade hjärtat (1966) är miljön hämtad från den företagsmiljö Fagerberg så väl kände. Det vitmålade hjärtat filmatiserades med titeln Made in Sweden. Essäsamlingarna Dialog i det fria och Bronshästarna intar centrala platser i författarskapet liksom romanen Svärdfäktarna.
Under 1980-talet riktade Fagerberg hård kritik mot socialdemokratin och mot Olof Palme. Fagerberg menade att socialdemokraternas styre lett till uppkomsten av en parasitär klass i offentlig förvaltning och till sjunkande levnadsstandard för de arbetande.
År 1989 kom Fagerbergs självbiografi Ljuset är vår farkost.
Fagerberg gick ofta i sitt författarskap i dialog med äldre författare. En författare han ofta återkom till var William Shakespeare. Mot slutet av sitt liv skrev han en bok om Hamlet, Som en tättings öga (1996). 
Under de sista åren drabbades Fagerberg av en muskelsjukdom. Vistelsen på långvården beskrivs i den delvis självbiografiska romanen Pelagius (1998). 
Fagerberg har även skapat ett datorspel med namnet Det gäller livet som lanserades 1993. Han är begravd på Anneforskyrkogården i Nässjö.

### Böcker
- 1957 –  Höknatt
- 1961 – Kostymbalen
- 1963 – Svärdfäktarna
- 1966 – Det vitmålade hjärtat (filmatiserades 1969, se vidare Made in Sweden)
- 1968 – Dialog i det fria
- 1969 – Revolt inifrån
- 1970 – Flickan inuti (under pseudonymen Francies Berglind)
- 1972 – Resan till jorden
- 1973 – Bronshästarna
- 1976 – Kassandra
- 1977 – Tal till Hermes
- 1978 – Maud Gonne och myterna om kvinnan
- 1981 – Det mänskliga uppdraget
- 1982 – De blindas rike
- 1984 – Los Angeles
- 1986 – Friheten att älska
- 1987 – Resan till landet där ingen blir gammal
- 1988 – Beirut
- 1989 – Ljuset är vår farkost
- 1990 – Sankte Pers nattklubb
- 1996 – Tänd alla dina lampor
- 1996 – Som en tättings öga
- 1998 – Pelagius
- 2001 – Nya Kristina
- 2001 – Persefone

### Essäer och annan kortprosa
- 1950 – ”Finnegan och det öde landet”, Poesi volym 3 nummer 1.
- 1966 – Flickan i underjorden. Ett anförande vid Barnens Dag i Malmö och Göteborg i november 1966 om ’Det Vitmålade Hjärtats’ första, tveksamma slag.
- 1994 – ”Gå till din egen barm och knacka på” i Sju spådomar: 7 svenska författare spekulerar

### Datorspel
- 1993 – Det gäller livet

### Radioteater
- 1986 – Flickan med ballongerna (Sveriges Radio P1)

## Priser och utmärkelser
- 1958 – Boklotteriets stipendiat
- 1966 – BMF-plaketten för Det vitmålade hjärtat
- 1975 – Litteraturfrämjandets stora pris
- 1977 – Hedersdoktor vid filosofiska fakulteten, Linköpings universitet
- 1980 – Doblougska priset
- 1984 – Moderata samlingspartiets kulturpris [2]
- 1996 – Östrabopriset